# Epischnia
Epischnia är ett släkte av fjärilar. Epischnia ingår i familjen mott.

## Bildgalleri

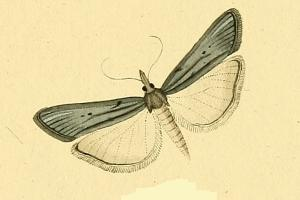

## Dottertaxa tillEpischnia, i alfabetisk ordning[1]
- Epischnia adultella
- Epischnia albella
- Epischnia alfacarella
- Epischnia ampliatella
- Epischnia arabica
- Epischnia aspergella
- Epischnia asteris
- Epischnia asteriscella
- Epischnia bankesiella
- Epischnia brevipalpella
- Epischnia castillella
- Epischnia centralasiae
- Epischnia christophori
- Epischnia cinerecbasella
- Epischnia cinerella
- Epischnia cinerosalis
- Epischnia cretaciella
- Epischnia cuculliella
- Epischnia demartinella
- Epischnia difficilis
- Epischnia elongatella
- Epischnia eremicella
- Epischnia farinulella
- Epischnia festaella
- Epischnia flavidorsella
- Epischnia gaudealis
- Epischnia glyphella
- Epischnia gregariella
- Epischnia haghienensis
- Epischnia hesperidella
- Epischnia hofufella
- Epischnia ifranella
- Epischnia illotella
- Epischnia irraralis
- Epischnia juldusella
- Epischnia leucoloma
- Epischnia leucomixtella
- Epischnia maracandella
- Epischnia masticella
- Epischnia micronella
- Epischnia mongolica
- Epischnia muscidella
- Epischnia nevadensis
- Epischnia obscura
- Epischnia parvella
- Epischnia pempelioides
- Epischnia peroni
- Epischnia plumbella
- Epischnia pollinella
- Epischnia prodromella
- Epischnia pulvereicosta
- Epischnia ragonotella
- Epischnia ruficostella
- Epischnia semitica
- Epischnia siticulosa
- Epischnia soritella
- Epischnia stenopterella
- Epischnia tozeurella
- Epischnia trifidella
- Epischnia umbraticella
- Epischnia unicornutella
- Epischnia vestaliella
- Epischnia yangtseella
- Epischnia ziczac
- Epischnia zophodiella